# Macroprotodon mauritanicus
Macroprotodon mauritanicus — вид змій родини полозових (Colubridae). Мешкає в Середземномор'ї.

## Поширення і екологія
Macroprotodon mauritanicus мешкають на півночі Алжиру і Тунісу, а також на Балеарських островах. Вони живуть в середземноморських чагарниках. Відкладають яйця.